# Andrea King
Andrea King o Georgette McKee, pseudonimo di Georgette André Barry (Parigi, 1º febbraio 1919 – Woodland Hills, 22 aprile 2003), è stata un'attrice statunitense.

## Biografia
Nata a Parigi, a due mesi tornò negli Stati Uniti con la madre. Trascorse l'infanzia con la nonna a Cleveland (Ohio), quindi a Palm Beach, in Florida. Da adolescente raggiunse New York per andare a vivere con la madre a Forest Hills, nel Queens. Frequentò la Edgewood School di Greenwich (Connecticut), dove fece le prime esperienze teatrali in produzioni scolastiche.
Recitò a Broadway nelle pièce Fly Away Home (1935) e Growing Pains (1933), e interpretò il ruolo di Mary Skinner in Life with Father. Fece il suo debutto cinematografico nel 1940 e, dopo aver girato alcuni cortometraggi, nel 1944 firmò un contratto con la Warner Bros. e apparve nel film La signora Skeffington (1944), accanto a Bette Davis, cui fecero seguito altre pellicole come l'horror Il mistero delle 5 dita (1946) di Robert Florey e il noir Io amo (1947) di Raoul Walsh, entrambi accanto a Robert Alda. Interpretò inoltre il ruolo della sofisticata Marjorie Lundeen nel drammatico Fiesta e sangue (1947), diretto e interpretato da Robert Montgomery.
Negli anni cinquanta ottenne alcuni ruoli da protagonista, prima in due noir a basso costo, 25 minuti con la morte (1950) e Il segreto del carcerato (1950), quindi nel fantascientifico Red Planet Mars (1952). Successivamente interpretò ruoli secondari in film come Il mondo nelle mie braccia (1952) con Gregory Peck, La banda degli angeli (1957) con Clark Gable, e Commandos (1958) con James Garner.

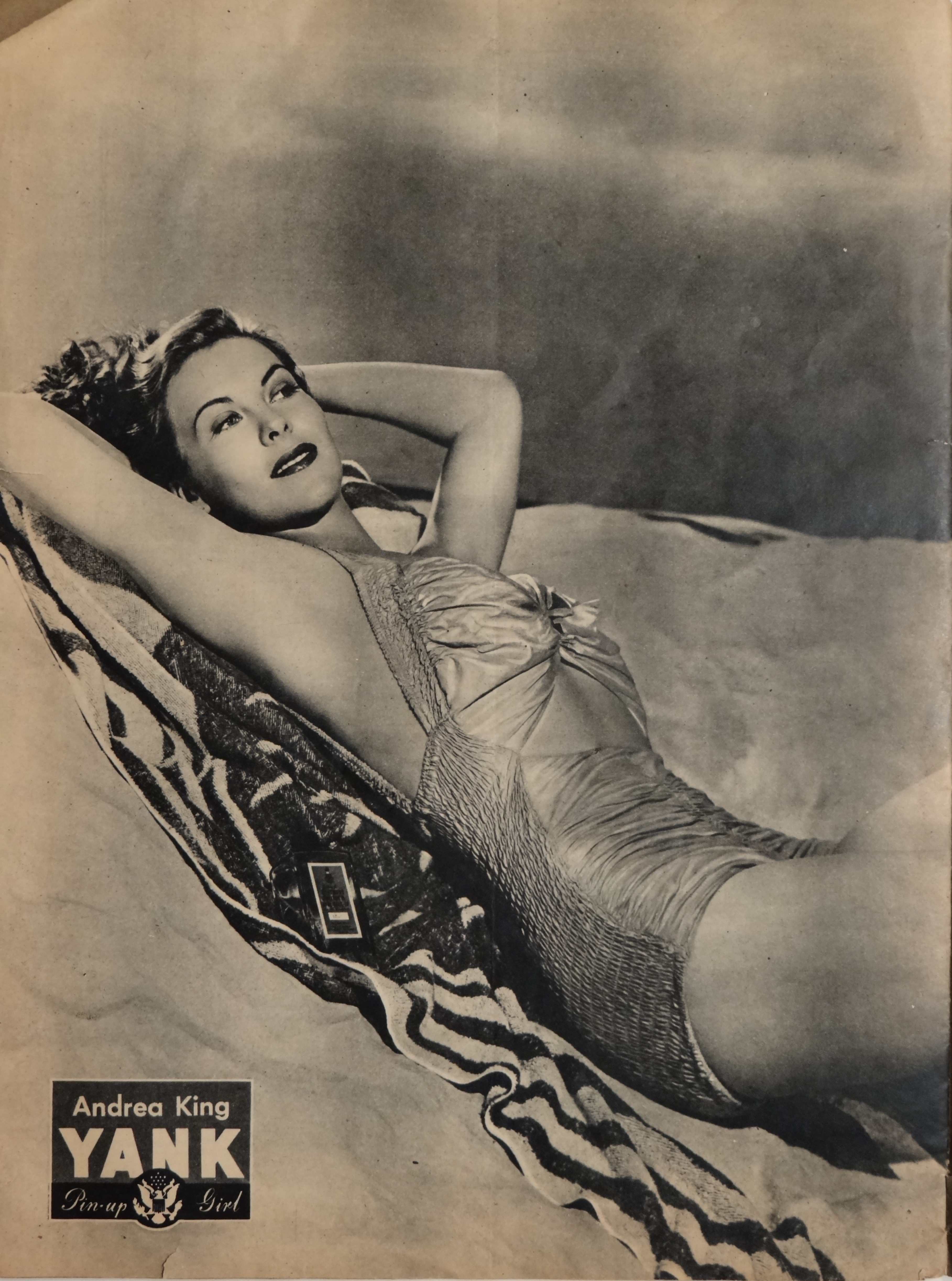
Andrea King in atteggiamento da pin-up, Yank, The Army Weekly, agosto 1945

Negli anni cinquanta e sessanta lavorò prevalentemente per la televisione, partecipando a numerose serie tra le quali Maverick (1959), The Alaskans (1959-1960), Indirizzo permanente (1960-1963) e Hawaiian Eye (1960-1962). Tra il 1959 e il 1963 comparve in quattro episodi della serie Perry Mason, tra i quali The Case of the Bedeviled Doctor, nel ruolo dell'assassina Barbara Heywood. Continuò a recitare sul piccolo schermo fino al 1990, quando fece la sua ultima apparizione in un episodio della serie La signora in giallo. Per il suo contributo alla televisione, nel 1960 ottenne una stella sulla Hollywood Walk of Fame.

## Vita privata
Secondo il necrologio pubblicato sul Los Angeles Times, King fu sposata dal 1940 fino alla sua morte, avvenuta nel 1970, con l'avvocato Nat Willis, dal quale ebbe una figlia, Deb Callahan. Nell'ultimo periodo della sua vita, scrisse alcuni libri per bambini; fu inoltre attiva in politica nel Partito Democratico. Durante le elezioni presidenziali negli Stati Uniti d'America del 1952, sostenne la campagna elettorale di Adlai Stevenson.
In religione era episcopaliana.; morì il 22 aprile 2003, all'età di 84 anni, in una casa di riposo a Woodland Hills, in California.

## Filmografia parziale

### Cinema
- Ho baciato una stella (Hollywood Canteen), regia di Delmer Daves (1944)
- La signora Skeffington (Mr. Skeffington), regia di Vincent Sherman (1944)
- Le tigri della Birmania (God Is My Co-Pilot), regia di Robert Florey (1945)
- Berlino Hotel (Hotel Berlin), regia di Peter Godfrey (1945)
- Il mistero delle 5 dita (The Beast with Five Fingers), regia di Robert Florey (1946)
- Io amo (The Man I Love), regia di Raoul Walsh (1947)
- My Wild Irish Rose, regia di David Butler (1947)
- Fiesta e sangue (Ride the Pink Horse), regia di Robert Montgomery (1947)
- Il signore e la sirena (Mr. Peabody and the Mermaid), regia di Irving Pichel (1948)
- La colpa della signora Hunt (Song of Surrender), regia di Mitchell Leisen (1949)
- La corsara (Buccaneer's Girl), regia di Frederick de Cordova (1950)
- La regina dei tagliaborse (I Was a Shoplifter), regia di Charles Lamont (1950)
- 25 minuti con la morte (Dial 1119), regia di Gerald Mayer (1950)
- Il segreto del carcerato (Southside 1-1000), regia di Boris Ingster (1950)
- Il ratto delle zitelle (The Lemon Drop Kid), regia di Sidney Lanfield (1951)
- Il marchio del rinnegato (The Mark of the Renegade), regia di Hugo Fregonese (1951)
- Red Planet Mars, regia di Harry Horner (1952)
- Il mondo nelle mie braccia (The World in His Arms), regia di Raoul Walsh (1952)
- La banda degli angeli (Band of Angels), regia di Raoul Walsh (1957)
- Commandos (Darby's Rangers), regia di William A. Wellman (1958)
- House of the Black Death, regia di Harold Daniels (1965)
- The Linguini Incident, regia di Richard Shepard (1991)

### Televisione
- Lux Video Theatre – serie TV, 1 episodio (1953)
- Fireside Theatre – serie TV, 8 episodi (1952-1954)
- Cheyenne – serie TV, 1 episodio (1956)
- Crusader – serie TV, episodio 1x24 (1956)
- Crossroads – serie TV, episodio 2x11 (1956)
- State Trooper – serie TV, 3 episodi (1958-1959)
- Maverick – serie TV, episodio 2x24 (1959)
- Bourbon Street Beat – serie TV, episodio 1x13 (1959)
- Tightrope – serie TV, episodio 1x05 (1959)
- The Alaskans – serie TV, episodio 1x03 (1959)
- General Electric Theater – serie TV, episodio 8x25 (1960)
- Ispettore Dante (Dante) – serie TV, episodio 1x10 (1960)
- Lock-Up – serie TV, episodio 2x09 (1960)
- Surfside 6 – serie TV, episodio 2x34 (1962)
- Hawaiian Eye – serie TV, 3 episodi (1960-1962)
- Indirizzo permanente (77 Sunset Strip) – serie TV, 3 episodi (1960-1963)
- Perry Mason – serie TV, 4 episodi (1959-1963)
- G.E. True – serie TV, episodio 1x15 (1963)
- Sotto accusa (Arrest and Trial) – serie TV, episodio 1x01 (1963)
- Tre nipoti e un maggiordomo (Family Affair) – serie TV, episodio 1x17 (1967)
- Medical Center – serie TV, 1 episodio (1975)
- La signora in giallo (Murder, She Wrote) – serie TV, episodio 6x15 (1990)

## Doppiatrici italiane
- Tina Lattanzi in Il mondo nelle mie braccia, Il marchio del rinnegato
- Rina Morelli in La corsara
- Renata Marini in La banda degli angeli
- Micaela Giustiniani in Commandos